# Scrisori din Turcia

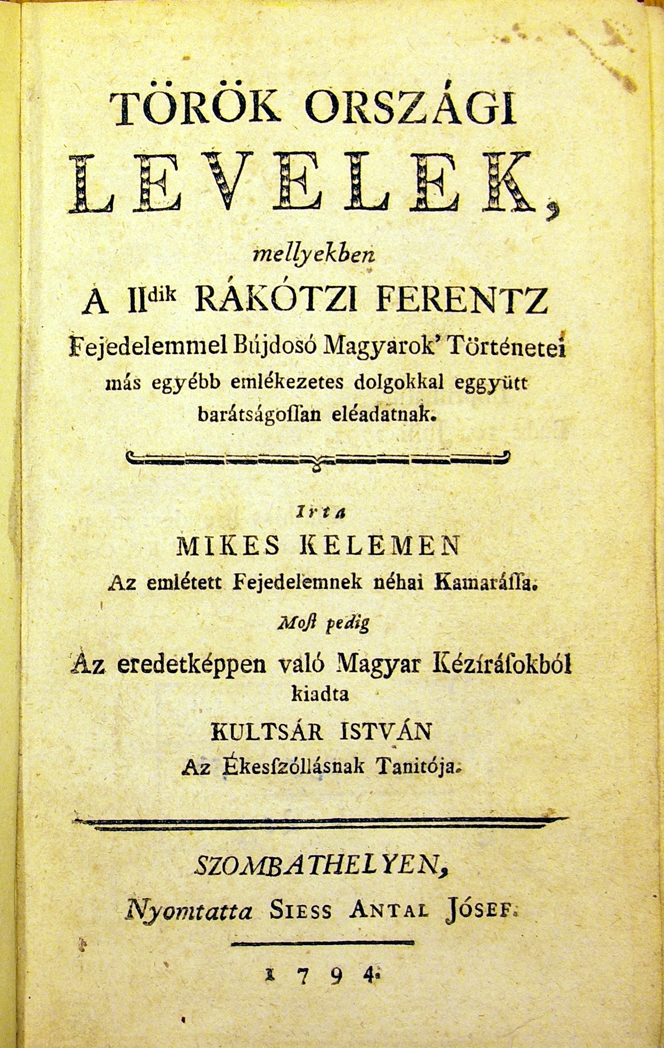
Pagina de titlu a primei ediții (1794)

Scrisori din Turcia este opera cea mai cunoscută a scriitorului maghiar Kelemen Mikes. Colecția de 207 scrisori ficționale, dintre care prima este datată din 10 octombrie 1717, iar ultima din 20 decembrie 1758, descriu viața de toate zilele a coloniei maghiare aflată în exil în Turcia, conținând totodată o serie de informații istorice.
Mikes, fiind curtean al principelui Francisc Rákóczi al II-lea, după nereușita revoltei antihabsburgice l-a însoțit în exil în Polonia, Franța și Turcia. În Franța a făcut cunoștință cu literatura contemporană, printre altele cu Scrisorile doamnei de Sévigné, fapt care l-a influențat în alegerea genului literar.
Opera a apărut pentru prima oară în 1794, la Szombathely. De-a lungul timpului a avut mai mult 47 de ediții în maghiară. Lucrarea a fost tradusă în limbile turcă, germană, română, engleză, italiană și franceză.

## Traduceri
Pe baza bazelor de date worldcat.org și mokka.hu:
- (turcă) Türkiye mektupları. Trad. Sadrettin Karatay. Ankara: Maarif Matbaasi. 1944–1945.
- (germană) Briefe aus der Türkei. Trad. Sybille Baronin Manteuffel-Szöege. Graz: Styria. 1978. ISBN 322210901X
- (română) Scrisori din Turcia. Trad. Gelu Păteanu. București: Kriterion. 1980.
- (engleză) Letters from Turkey. Trad. Bernard Adams. New York: Kegan Paul International. 1998. ISBN 9780710306104
- (italiană) Lettere dalla Turchia. Trad. Cinzia Franchi. Roma: Lithos. 2006. ISBN 8889604050
- (franceză) Lettres de Turquie. Trad. Krisztina Kaló, Thierry Fouilleul. Paris: Champion. 2011. ISBN 9782745322500